# 감손 우라늄
감손 우라늄(減損 - ), 열화 우라늄(劣化 - ) 또는 폐기 우라늄(영어: depleted uranium, DU)은 천연 우라늄에 비해 우라늄-235의 비율이 낮은 우라늄을 말한다. 원자력 발전에 사용하기 위해 우라늄-235의 농도를 높인 농축 우라늄을 추출하고 남은 폐기물이다.

## 역사
농축 우라늄은 미국과 영국이 핵무기 프로그램을 시작한 1940년대 초에 처음 제조되었다. 10년 후, 프랑스와 소련은 핵무기와 원자력 프로그램을 시작했다. 열화 우라늄은 원래 개선된 농축 공정을 통해 핵분열 가능한 U-235 동위원소를 추가로 추출할 수 있기를 바라며, 사용할 수 없는 폐기물(육불화 우라늄)로 저장되었다. 잔류 우라늄-235의 재농축 회수는 현재 세계 일부 지역에서 실행되고 있다. 예를 들어 1996년 러시아 공장에서 6000미터톤 이상이 업그레이드되었다.

## 방사능
열화우라늄은 천연우라늄의 약 60% 정도 방사능이 있다.
대부분의 알파 방사선은 우라늄 238, 우라늄 234에서 나온다. 반면 베타 방사선은 몇 주 내에 형성되는 토륨 234, 프로트악티늄 234에서 나온다.

## 열화 우라늄탄

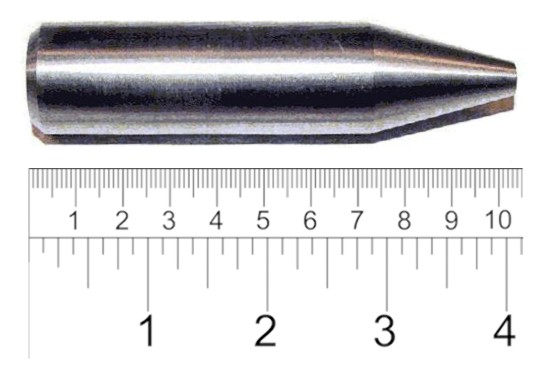
30 mm 구경의 감손 우라늄 관통자

열화 우라늄탄은 80년대 중반 미국에서 개발된 포탄으로, 열화 우라늄을 재가공해서 만든다.
열화우라늄은 철과 납보다 2배 무겁기 때문에 탄환에 쓰일 경우 티타늄탄과 텅스텐탄에 비해 2배의 관통력을 높일 수 있어 대전차용으로 많이 사용된다.
미국 이외에 영국과 프랑스 등 일부 나토회원국 군대도 열화우라늄 무기를 보유하고 있고 120mm 탱크 포탄 한 발에는 4kg의 열화우라늄이 들어 있다고 한다.
열화우라늄탄은 일반 탄약과는 달리 미국 원자력 규제 위원회에서 발급하는 면허증을 소지한 사람만 취급할 수 있다.

### 구조 및 위력
탄두부분에 우라늄을 넣은 관통자 또는 침투기(Penetrator)를 부착, 이 부분이 탱크 등의 장갑이나 콘크리트 벽 등을 돌파한 뒤 내부에서 우라늄 탄약이 폭발하도록 설계돼 있다.
주포에서 발사된 열화 우라늄탄은 전차 등의 장갑을 뚫으면서 발생한 1,300도의 마찰열로 자연히 열화 우라늄이 미세한 분말로 변해 발화된다.
발화된 열화우라늄 분말은 다시 전차나 전투기의 연료와 기기류에 인화돼 공격대상을 완전히 파괴하는 위력을 갖는다.

### 방사능 먼지 발생
열화 우라늄탄이 충격으로 연소하여 발생시키는 방사능 먼지가 논란이 된다. U-238이라는 기호명의 이 방사능 먼지는 반감기가 45억년이다.
미군이 열화 우라늄탄을 처음으로 사용한 것은 1991년 걸프전 때인 것으로 알려졌으며 1998년 코소보 전쟁에도 사용되면서 국제적 논란이 됐다.
열화 우라늄탄이 걸프전에 참여한 미군들 사이에 발생하고 있는 '걸프전 증후군'이라는 이상 증상의 주범이라는 주장이 참전군인과 환경단체들로부터 끊임없이 제기돼 왔다.
가루로 변한 열화 우라늄탄은 호흡을 통해 인간의 폐로 들어가 인체의 면역체계를 파괴해 종양을 비롯한 각종 질병을 일으키고 기형, 난임이나 불임을 초래한다는 것이다.
1999년 78일간의 코소보 공습 당시 나토는 모두 3만 1천 발 이상의 장갑 관통용 열화 우라늄탄을 사용했으며 미국은 보스니아에서도 이 무기를 사용했다. 이후 이 공습에 참여한 군인들의 건강 이상 징후인 '발칸 신드롬'도 나타나 열화 우라늄탄의 인체유해 여부에 대한 공론화 여론이 높아지고 있다.
그러나 미국 국방부는 열화 우라늄탄이 재래식 폭탄 정도의 피해 밖에 주지 않는다고 주장하고 있다.

## 열화 우라늄 보유국
| 나라               | 기관             | 평균 재고량(톤) | 출처 년도 |
| ------------------ | ---------------- | --------------- | --------- |
| 미국               | DOE              | 480,000         | 2002년    |
| 러시아             | 로사톰           | 460,000         | 1996년    |
| 프랑스             | 아레바 NC        | 190,000         | 2001년    |
| 영국               | BNFL             | 30,000          | 2001년    |
| 영국 독일 네덜란드 | 유렌코           | 16,000          | 1999년    |
| 일본               | 니혼겐넨         | 10,000          | 2001년    |
| 중국               | CNNC             | 2,000           | 2000년    |
| 대한민국           | 한국원자력연구원 | 200             | 2002년    |
| 남아프리카 공화국  | NECSA            | 73              | 2001년    |
| 싱가포르           | DSO 국립 연구소  | 60              | 2007년    |
| 계                 | 계               | 1,188,273       | 2008년    |

## 열압력탄
- 소비에트 연방이 소련-아프가니스탄 전쟁에서 사용
- 조선민주주의인민공화국이 2010년 11월 23일에 대한민국의 연평도에 포격하여 군사도발함

## 같이 보기
- 천연 우라늄
- 농축 우라늄